# Peter O’Mara

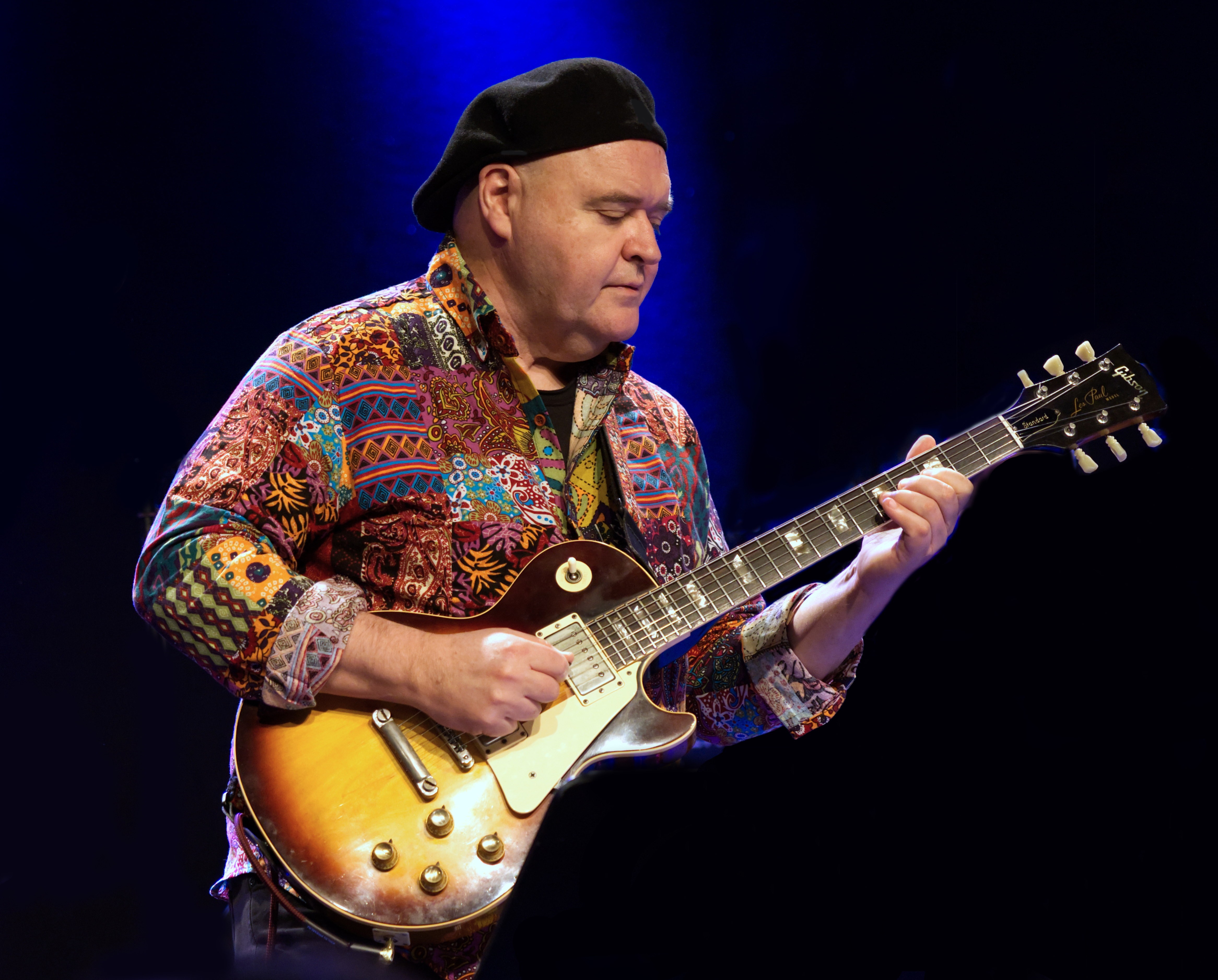
Peter O’Mara (2023)

Peter John O’Mara (* 9. Dezember 1957 in Sydney, Australien) ist ein australischer Jazzgitarrist und Komponist.

## Leben und Wirken
O’Mara ist Autodidakt und begann seine professionelle Karriere 1976 in Sydney. Er hatte Privatunterricht bei George Golla an der Academy of Guitar in Sydney und besuchte eine Reihe von Jazz-Kliniken, die von Jamey Aebersold präsentiert wurden, darunter Musiker wie Dave Liebman, Randy Brecker, John Scofield und Hal Galper. Bei Jam-Sessions traf er Musiker wie Steve Murphy, Tommy Emmanuel, Michael Bartolomei, Willy Qua, Dale Barlow, Miroslav Bukowsky und Jackie Orszaczky. Insbesondere Steve Murphy und Jackie Orszaczky gaben O’Mara viel Unterstützung, indem sie ihm kostenlosen Unterricht, musikalische Anleitung und Auftritte gaben. Jackie produzierte sogar O’Maras erste Aufnahme Peter O’Mara, die 1980 auf dem unabhängigen Label Batt Jazz veröffentlicht wurde und von der Kritik hoch gelobt wurde. Mit dieser Aufnahme wurde ihm das „Don Banks Memorial Fellowship“ für Auslandsstudien zuerkannt. Mit 21 Jahren trat O’Mara regelmäßig mit erfahrenen Jazzmusikern wie Errol Buddle, Barry Duggan und Stewie Speer sowie mit der Big Band des South Juniors Football Club auf, die Künstler wie Patti Page und Al Martino unterstützte. O’Mara verbrachte im Sommer 1981 drei Monate in New York, besuchte Konzerte, Jam-Sessions und nahm Unterricht bei Musikern wie Dave Liebman, John Scofield, Jimmy Raney und Attila Zoller.
O’Mara zog Ende 1981 nach München und etablierte sich in Europa. 1982 lud er den australischen Saxophonisten Dale Barlow zu einer vierwöchigen Tournee durch Deutschland und Österreich ein. O’Mara hatte Wayne Darling am Bass und Bill Elgart am Schlagzeug gewinnen können. Der Erfolg dieses Projekts führte zur Gründung des Trios „Sundial“, das bis 1990 regelmäßig auftrat, auch mit Tourneen mit Kenny Wheeler als Special Guest. 1985 wurde O’Mara vom Jazzbassisten Detlev Beier eingeladen, an der Fakultät des Kontaktstudiums an der Hochschule für Musik und Theater Hamburg sowie an Jazzworkshops in Ibbenbüren und Bielfeld teilzunehmen. Dort traf er den Trompeter Uli Beckerhoff, der O’Mara bald in verschiedene Projekte einbezog, darunter die International Skoda All Star Band sowie einen jährlichen Workshop in Trier mit Musikern wie Norma Winstone, Maria João, John Taylor, John Marshall, Matthias Nadolny und Bruno Castellucci. Mit dem Bassisten Adelhard Roidinger trat O’Mara in den unterschiedlichsten Besetzungen vom Duo bis zum Quintett auf.
1990 führte eine zufällige Begegnung mit Klaus Doldinger dazu, dass O’Mara eingeladen wurde, sich der Jazz-Rock-Gruppe Passport anzuschließen, mit der er über 23 Jahre lang auftrat und mehrere Male durch Europa sowie durch Südafrika, Brasilien, Marokko und Neuseeland tourte. 1999 wurde er Mitglied in der Jazz-Rock-Gruppe „United Jazz and Rock Ensemble“ beizutreten, wo er auch zwei Kompositionen zur CD „X“ der Gruppe beisteuerte.
O’Maras Lehrtätigkeit umfasst neben vielen Workshops in ganz Europa ab 1989 eine Professur für Jazzgitarre an der Anton Bruckner Universität in Linz. Ab 1992 lehrte er am Münchner Richard-Strauss-Konservatorium, das später in die Hochschule für Musik und Theater München integriert wurde. Er ist außerdem Autor von vier Büchern, die beim Schott Verlag erschienen sind.
O’Mara war Preisträger für Jazzkomposition 1980 und 1982, verliehen von der NSW Jazz Action Society.

## Diskographie (Auswahl)
- It Is What It Is (2024)
- My Time featuring Tim Collins, Henning Sieverts, Matthias Gmelin (Marangani 2012)[2]
- YuMag featuring Michael Hornek, Patrick Scales & Christian Lettner (Marangani 2008)
- Mirage featuring Henning Sieverts & Adam Nussbaum (Pirouet 2003)
- With-Within-Without featuring Michael Hornek & Henning Sieverts (Acoustic Music 2001)
- Back Seat Driver featuring Johannes Enders, Victor Alcántara, Henning Sieverts & Matthias Gmelin (Enja 1999)
- Too Early for This World featuring Henning Sieverts & Guido May (GLM Edition Collage 1998)
- Heritage featuring Florian Trübsbach, H.C. Petzoldt, Florian Schmidt, Guido May & Biboul Darouiche (SBF 1997)
- A-Strain featuring Adrian Mears, Patrick Scales & Falk Willis (SBF 1996)
- Symmetry featuring Bob Mintzer, Marc Johnson & Falk Willis (GLM Edition Collage 1995)
- Travellers featuring Tony Lakatos, Roberto di Gioia, Anthony Jackson, Ernst Ströer & Wolfgang Haffner (SBF 1994)
- Stairway featuring Tony Lakatos, Russell Ferrante, Anthony Jackson, Tom Brechtlein & Alex Acuña (Enja 1993)
- Avenue U featuring Joe Lovano, Roberto Di Gioia, Dave Holland & Adam Nussbaum (Enja 1990)

## Lehrbücher
- A Rhythmic Concept for Jazz Guitar. Advance Music/Schott
- A Rhythmic Concept for Funk/Fusion Guitar. Advance Music/Schott.
- A Modal Concept for Jazz Guitar. Advance Music/Schott.
- A Chordal Concept for Jazz Guitar. Advance Music/Schott.

## Lexigraphische Einträge
- Martin Kunzler: Jazz-Lexikon. Band 2: M–Z (= rororo-Sachbuch. Bd. 16513). 2. Auflage. Rowohlt, Reinbek bei Hamburg 2004, ISBN 3-499-16513-9.